# Дардаи, Палко
Паль «Па́лко» Да́рдаи (нем. Pál "Palkó" Dárdai; родился 24 апреля 1999 года в Берлине, Германия) — венгерский и немецкий футболист, полузащитник клуба «Академия Пушкаша» и национальной сборной Венгрии.
Отец Палко — бывший профессиональный венгерский футболист, а ныне тренер Паль Дардаи. Дед — Паль Дардаи — также был футболистом и тренером. Младшие братья Палко, Мартон и Бенце — также профессиональные футболисты.

## Клубная карьера
Дардаи — воспитанник берлинского клуба «Герта». В 2017 году для получения игровой практики Палко начал выступать за дублирующую команду. 28 апреля 2018 года в матче против «Аугсбурга» он дебютировал в Бундеслиге.